# Tagebaurestloch

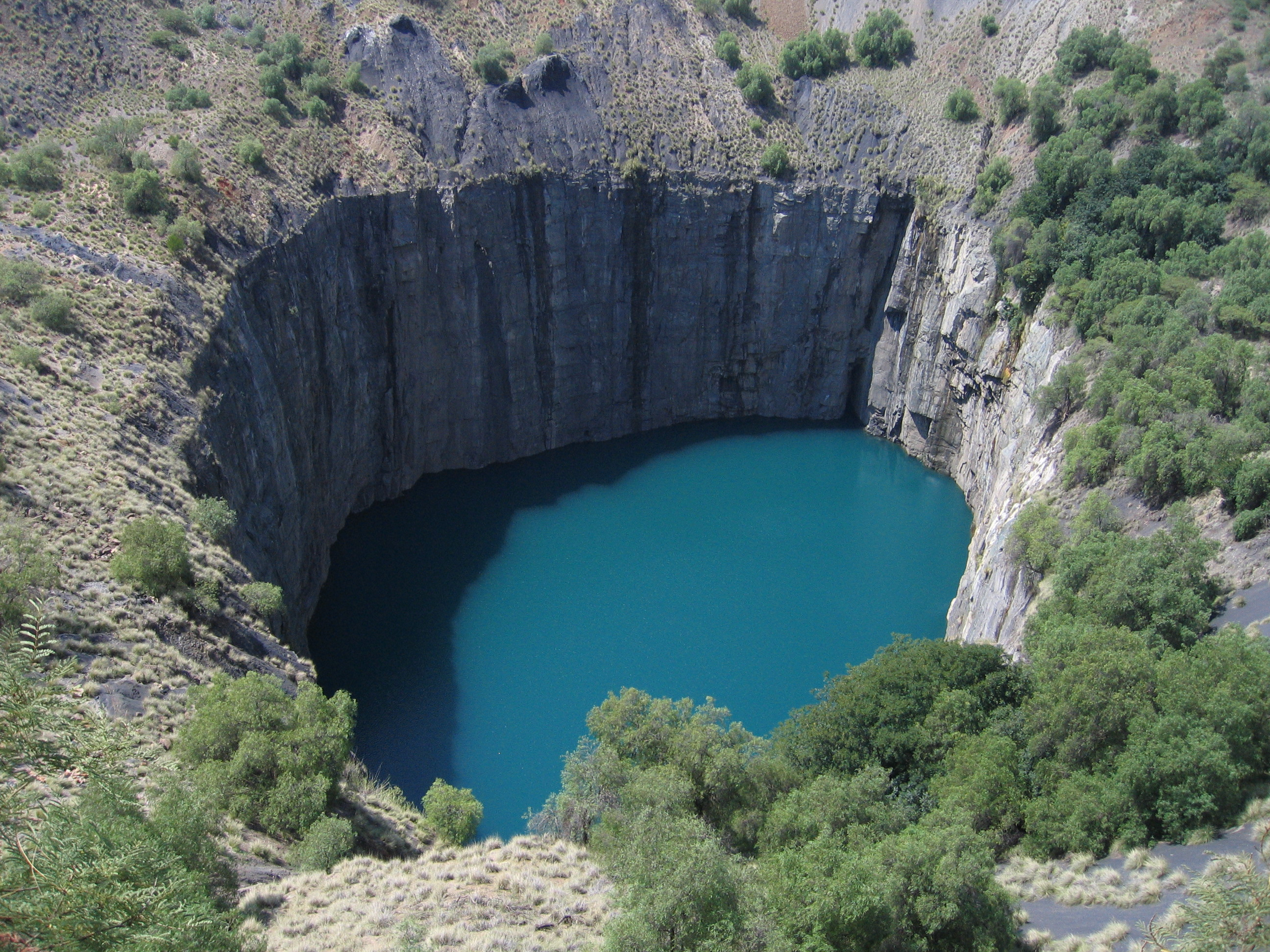
„The Big Hole“, Tagebaurestloch der Kimberley-Diamantenmine in Südafrika

Ein Tagebaurestloch ist eine Vertiefung in der Erdoberfläche als Folge der Gewinnung mineralischer Rohstoffe (Braunkohle, Erz, Sand, Kies) im Tagebau. Das Volumen umfasst theoretisch das Massendefizit aus Rohförderung und verwertbarer Förderung, nachdem der Tagebau mit dem nicht verwertbaren Material (Abraum) verfüllt wurde.
Von Tagebausee resp. Tagebaurestsee spricht man nur, wenn das Restloch nach Ende des Abbaus vollläuft. Bei vielen Baggerseen wird aber aus dem See gebaggert: Obschon Schotterabbau Tagebau ist, spricht man hier nicht von einem Tagebaurestloch, sondern von einem Baggersee. Ähnliches gilt für Ziegelteiche (Lehmlöcher).

## Rekultivierung
Endgültig stillgelegte Tagebaue müssen rekultiviert werden. Als Bergbaufolgelandschaft kann das Tagebaurestloch entweder:
- durch Fremdmaterial (z. B. Tunnel-Ausbruch, Kraftwerksasche, Bauschutt) gänzlich verfüllt,
- zu einer Deponie ausgebaut oder
- geflutet werden.

In Deutschland ist nach der Stilllegung des Tagebaus die Flutung des Restloches die vorherrschende Variante, da:
- in den oft ebenen Tagebaurevieren meist hohe natürliche Grundwasserstände herrschen,
- durch hohe Umweltauflagen Fremdmaterial oft nur in geringem Umfang eingebracht werden kann.

Die meisten Tagebaurestlöcher werden mit Grund- oder Oberflächenwasser geflutet. Wird die Grundwasserabsenkung, welche zum Betrieb des Bergbaus als Wasserhaltung notwendig war, nach dessen Ende eingestellt, steigt der Grundwasserspiegel über den Boden des Restlochs hinaus an und es bildet sich langsam ein Stillgewässer. Teilweise wird zur Beschleunigung des Verfahrens auch Wasser aus dem Vorfluter oder Sümpfungswasser noch aktiver Tagebaue verwendet. Die Gewässergüte des entstehenden Sees hängt dabei auch von Art und Geschwindigkeit der Flutung ab. Bei einer entsprechenden Rekultivierung der Uferzonen (Abflachung und Verfestigung der Uferzonen, um Rutschungen zu verhindern, Bepflanzung) können hochwertige Erholungslandschaften entstehen. Auf diese Weise entstanden zum Beispiel Teile des Naherholungsgebiets Naturpark Rheinland westlich von Köln, das Leipziger Neuseenland, das Lausitzer Seenland oder der Blausteinsee nördlich von Eschweiler. Auch die Restlöcher Garzweiler, Hambach und Inden im Rheinland sollen geflutet werden. Die Kosten und Ewigkeitslasten werden dabei teilweise vom Betreiber des ehemaligen Bergbaus aufgebracht – inzwischen auch durch Rücklage dafür vorgesehener Beträge auf Treuhandkonten –, gerade im Falle von Altbergbau ohne Rechtsnachfolger oder Insolvenz ohne entsprechend gegen Insolvenz gesicherte Rücklagen jedoch oft von der Allgemeinheit getragen.
In Mitteldeutschland und der Lausitz ist dafür die LMBV zuständig.

## Wasser
Restseen, die nach dem Braunkohle-Tagebau oder Erzabbau entstehen, weisen häufig einen extremen Wasserchemismus auf. Ein zentrales Umweltproblem stellt dabei das Auftreten von sauren Grubenwässern dar. Diese entstehen durch die Oxidation von Schwefelverbindungen, etwa aus Pyrit oder schwefelhaltigen Kohleresten, wobei Schwefelsäure gebildet wird. Bakterielle Aktivitäten und komplexe chemische Prozesse führen dazu, dass der pH-Wert in solchen Gewässern oft auf Werte zwischen 2 und 4 sinkt. Infolge dieser Versauerung werden aus dem Muttergestein größere Mengen an Metallen wie Aluminium, Mangan und Eisen gelöst.

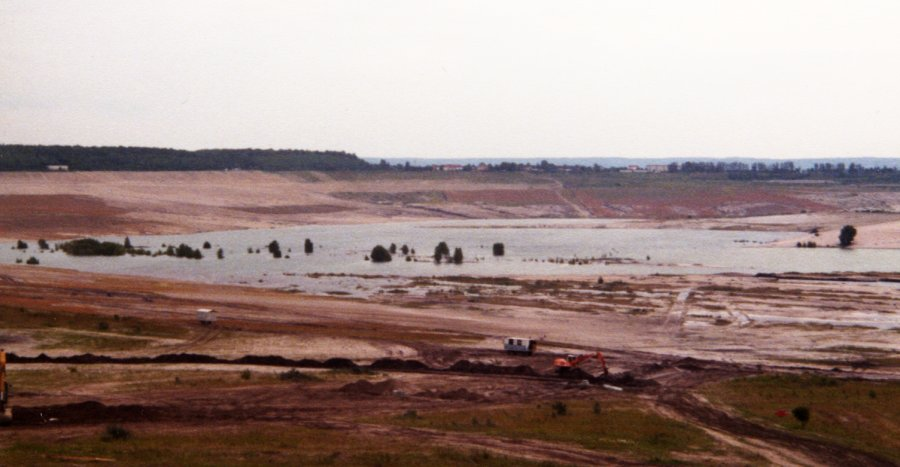
Tagebaurestloch von Nachterstedt
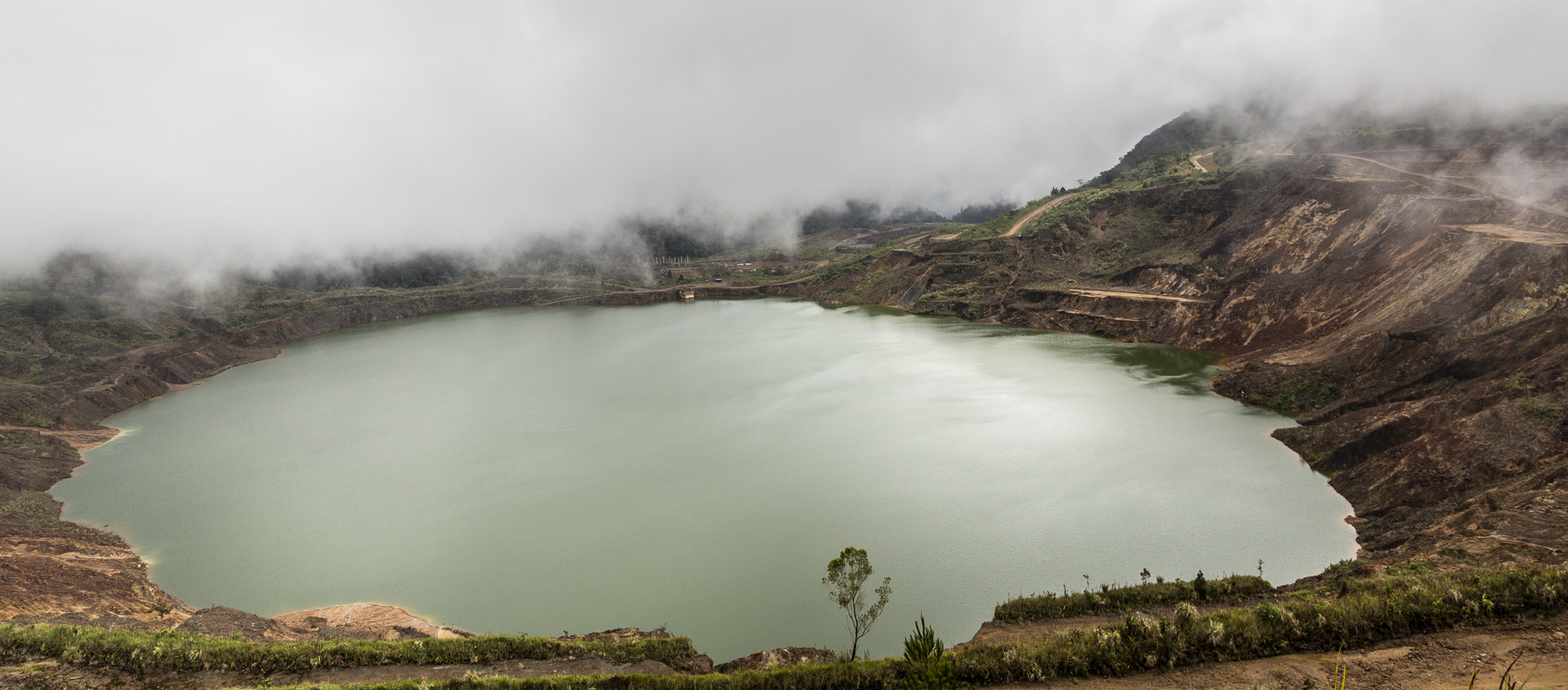
Saurer Restsee der Mamut Copper Mine in Sabah, Malaysia

Ohne ausreichende Sanierungsmaßnahmen sind diese Restseen über Jahre hinweg weder für die Fischfauna noch für die Nutzung als Badesee geeignet. Stattdessen bilden sich Biozönosen spezialisierter Organismen, die an die extremen Bedingungen angepasst sind. Um diesen Zuständen entgegenzuwirken, ist häufig über viele Jahre hinweg menschliches Eingreifen erforderlich. Während der Flutung der Tagebaurestlöcher werden daher Stoffe wie Kalk (Calciumcarbonat), Natronlauge (Natriumhydroxid) oder seltener Natriumcarbonat eingebracht, um die Schwefelsäure zu neutralisieren und den pH-Wert zu stabilisieren. Zusätzlich sorgen Zu- und Abflussleitungen für Verdünnung und Sauerstoffaustausch.
Ein gelungenes Beispiel für eine erfolgreiche Sanierung ist der Senftenberger See im Lausitzer Seenland in Brandenburg, der heute eine sehr gute Wasserqualität und einen hohen Fischreichtum aufweist.